# PSD Bank Hessen-Thüringen
Die PSD Bank Hessen-Thüringen eG ist eine deutsche genossenschaftliche beratende Direktbank für Privatkunden mit Sitz in der hessischen Stadt Eschborn im Main-Taunus-Kreis.

## Geschichte
Die heutige PSD Bank Hessen-Thüringen eG wurde am 15. Februar 1872 als Post-Spar- und Vorschussverein Frankfurt am Main gegründet. Im Jahr 1903 erfolgte die Umfirmierung in Post-Spar- und Darlehnsverein Frankfurt am Main. 1995 erfolgte der Umzug der Bank aus dem Postgebäude Rohmer-Platz in Frankfurt-Bockenheim in ein eigenes Gebäude in Eschborn. Im Laufe des Jahres 1997 wurde der Kundenkreis auf alle Privatkunden ausgedehnt. Im Jahr 1999 erfolgte die Rechtsformänderung  in eine Genossenschaft und Umfirmierung in PSD Bank Frankfurt am Main eG. Seit 2005 führt die Bank die heutige Bezeichnung PSD Bank Hessen-Thüringen eG.

## Rechtsverhältnisse
Die PSD Bank Hessen-Thüringen eG ist im Genossenschaftsregister beim Amtsgericht Frankfurt am Main unter GnR 775 eingetragen.

## Organisationsstruktur
Rechtsgrundlagen sind das Genossenschaftsgesetz und die durch die Generalversammlung beschlossene Satzung. Organe der Bank sind der Vorstand, der Aufsichtsrat und die Generalversammlung.

## Sicherungseinrichtung
Die PSD Bank Hessen-Thüringen eG ist der amtlich anerkannten Sicherungseinrichtung des Bundesverbandes der Deutschen Volksbanken und Raiffeisenbanken GmbH und der zusätzlichen freiwilligen Sicherungseinrichtung des Bundesverbandes der Deutschen Volksbanken und Raiffeisenbanken e.V. angeschlossen.

## Geschäftsausrichtung
Die PSD Bank Hessen-Thüringen eG betreibt das Universalbankgeschäft. Als Genossenschaftsbank bietet sie ihren selbst agierenden Kunden einen Mix aus Mobile- und Internetbanking sowie eine Beratung bei Baufinanzierung, Vermögensanlage und Versicherung an. Im Verbundgeschäft arbeitet sie mit der DZ Bank, R+V Versicherung, Bausparkasse Schwäbisch Hall und der Union Investment zusammen. 
Die PSD Bank Hessen-Thüringen eG gehört der PSD Bankengruppe an. Als eine der zwölf selbständigen PSD Banken ist sie Mitglied im Bundesverband der Deutschen Volksbanken und Raiffeisenbanken (BVR).

## Geschäftsgebiet
Ihr Geschäftsgebiet umfasst die Bundesländer Hessen und Thüringen.
An diesen Orten betreibt die Bank Filialen:
- Eschborn (Hauptstelle, jur. Sitz)
- Darmstadt (Geschäftsstelle)
- Erfurt (Geschäftsstelle)